# Songs in the Key of Life
Songs in the Key of Life — музичний альбом Стіві Вандера. Виданий 28 вересня 1976 року лейблом Tamla Records. Перший подвійний альбом в кар'єрі виконавця та останній у серії з п'яти альбомів музиканта, які заведено відносити до класичного періоду його творчості. Альбом виявився найбільш комерційно успішним альбомом Стіві Вандера. В списку 500 найкращих альбомів усіх часів за версією журналу Rolling Stone альбом посідає четверте місце.

## Історія створення
Альбом Songs in the Key of Life було записано в середині 1970-х років, коли Стіві Вандер вже вважався зіркою світового рівня. До цього він видавав альбоми кожного року та активно гастролював із новими піснями. Зокрема, він видав поспіль декілька успішних платівок — Music Of My Mind (1972), Talking Book (1972), Innervisions (1973) та  Fulfillingness’ First Finale (1974) — витриманих в жанрах соул та фанк. Проте з часом Вандер розчарувався в політиці США та був на межі переїзду до Гани. Врешті решт він відмовився припиняти музичну кар'єру, та підписав із лейблом Motown новий контракт, який мав принести співакові 37 млн доларів протягом семи років — найбільшу суму в музичній індустрії того часу.
Якщо раніше Вандер невпинно гастролював, то цього разу «зник» зі сцени майже на два роки. Він повністю присвятив себе новій платівці, записуючи пісні в різних студіях з різними виконавцями. Загалом в студійних сесіях взяло участь 130 різних музикантів, серед яких зірки світового рівня: Гербі Генкок, Джордж Бенсон, Мінні Ріпертон, Деніз Вільямс, «Снікі Піт» Клейнов та інші. Майже в усіх піснях можна почути клавішника Грега Філлнгейнса, справжню «знахідку» Стіві Вандера, який дублював партії співака.
Результатом дворічної роботи Вандера став повноцінний студійний альбом, який було видано наприкінці 1976 року. Він містив 21 пісню, що вийшли на двох 12-дюймових вінілових платівках та бонусному мініальбомі, загальною тривалістю понад 85 хвилин. Провідними синглами стали пісні «I Wish» та «Sir Duke», що посіли перше місце в хіт-парадах. Стіві Вандер також присвятив пісню «Isn't She Lovely» своїй доньці Айші. Платівка посіла перше місце в американському хіт-параді Billboard 200, та принесла Стіві Вандеру сім номінацій на «Греммі», в результаті отримавши чотири «грамофони», в тому числі за найкращий альбом року.
Історичне значення альбому важко переоцінити. В журналі Rolling Stone його поставили на четверте місце в списку 500 найкращих альбомів усіх часів. Стилістична різноманітність платівки, що поєднувала ритм-енд-блюз, хіп-хоп, джаз та попмузику, вплинула на подальшу творчість багатьох виконавців, серед яких Прінс та Майкл Джексон. Елтон Джон та Джордж Майкл називали Songs in the Key of Life своїм улюбленим альбомом. Пісні з платівки неодноразово виконували інші виконавці: «As» переспівували Мері Джей Блайдж та Джордж Майкл, а фрагменти пісень «I Wish» та «Pastime Paradise» використовували як семпли для своїх хітів Вілл Сміт («Wild Wild West») та Coolio («Gangsta's Paradise»).  

## Список пісень

### Подвійний альбом
| Сторона 1 1. «Love's in Need of Love Today» (Вандер) — 7:06 2. «Have a Talk with God» (Калвін Хардевей, Вандер) — 2:42 3. «Village Ghetto Land» (Гері Берд, Вандер) — 3:25 4. «Contusion» (Вандер) — 3:46 5. «Sir Duke» (Вандер) — 3:52 | Сторона 2 1. «I Wish» (Вандер) — 4:12 2. «Knocks Me Off My Feet» (Вандер) — 3:36 3. «Pastime Paradise» (Вандер) — 3:27 4. «Summer Soft» (Вандер) — 4:14 5. «Ordinary Pain» (Вандер) — 6:16 |

| Сторона 3 1. «Isn't She Lovely»» (Вандер) — 6:34 2. «Joy Inside My Tears» (Вандер) — 6:30 3. «Black Man»(Берд/Вандер) — 8:27 | Сторона 4 1. «Ngiculela — Es Una Historia — I Am Singing» (Вандер) — 3:48 2. «If It's Magic» (Вандер) — 3:12 3. «As» (Вандер) — 7:08 4. «Another Star» (Вандер) — 8:08 |

### Мініальбом
Мініальбом A Something's Extra 7" був включений у спеціальне видання версії оригінального LP. Ці треки також є на більшості CD-версій альбому.
| Сторона 1 1. «Saturn» (Майкл Сембелло, Вандер) — 4:54 2. «Ebony Eyes» (Вандер) — 4:11 | Сторона 2 1. «All Day Sucker» (Вандер) — 5:06 2. «Easy Goin' Evening (My Mama's Call)» (Вандер) — 3:55 |

## Хіт-паради
| Чарт (1976/77)                         | Позиція |
| -------------------------------------- | ------- |
| Australian Kent Music Report           | 6       |
| Austrian Albums Chart                  | 15      |
| Canadian RPM Albums Chart              | 1       |
| Dutch Albums Chart                     | 1       |
| Japanese Oricon Albums Chart           | 40      |
| New Zealand Albums Chart               | 5       |
| Norwegian VG-lista Albums Chart        | 6       |
| Swedish Albums Chart                   | 9       |
| UK Albums Chart                        | 2       |
| US Billboard 200                       | 1       |
| West German Media Control Albums Chart | 23      |

| Чарт (1976)             | Позиція |
| ----------------------- | ------- |
| Australian Albums Chart | 49      |
| Canadian Albums Chart   | 3       |
| Dutch Albums Chart      | 14      |
| French Albums Chart     | 11      |
| UK Albums Chart         | 21      |

| Чарт (1977)             | Позиція |
| ----------------------- | ------- |
| Australian Albums Chart | 39      |
| Canadian Albums Chart   | 5       |
| Dutch Albums Chart      | 7       |
| German Albums Chart     | 34      |
| UK Albums Chart         | 18      |
| US Billboard 200        | 2       |

## Сертифікації
| Регіон                                                                                          | Сертифікація  | Продажі    |
| ----------------------------------------------------------------------------------------------- | ------------- | ---------- |
| Австралія (ARIA)                                                                                | Платиновий    | 50 000^    |
| Канада (Music Canada)                                                                           | 2× Платиновий | 200 000^   |
| Франція (SNEP)                                                                                  | Золотий       | 100 000*   |
| Велика Британія (BPI)                                                                           | Платиновий    | 300 000^   |
| США (RIAA)                                                                                      | Діамантовий   | 5 000 000^ |
| *продажі, що базуються лише на сертифікаціях ^відвантаження, що базуються лише на сертифікаціях |               |            |